# Lista monumentelor ocrotite de stat din raionul Edineț
Lista monumentelor din raionul Edineț cuprinde monumentele patrimoniului cultural din raionul Edineț înscrise în Registrul monumentelor Republicii Moldova ocrotite de stat.
Registrul monumentelor Republicii Moldova ocrotite de stat a fost aprobat prin Hotărârea Parlamentului nr. 1531-XII împreună cu Legea nr. 1530-XII privind ocrotirea monumentelor RM din 22 iunie 1993. În Monitorul Oficial nr. 1 din 1994 a fost publicată doar Legea, fără a include însă și Registrul, care a fost publicat mult mai târziu, la 2 februarie 2010. A nu se confunda cu Registrul arheologic național sau cel al monumentelor de for public, care sunt liste diferite ce vizează doar anumite compartimente ale patrimoniului cultural, întocmite în baza unor legi separate.
Lista completă este menținută și actualizată periodic de către Ministerul Culturii din Republica Moldova, dar înainte ca modificările să intre în vigoare acestea trebuie să fie aprobate de către Parlament. Această listă este menită să cuprindă și actualizările ulterioare.
| Nr.  | Localizare                                                                                 | Denumire                                                                                               | Datare                    | Tip   | Însemnătate | Imagine                 | Erori             |
| ---- | ------------------------------------------------------------------------------------------ | --- | ------------------------- | ----- | ----------- | ----------------------- | ----------------- |
| 666  | Edineț                                                                                     | Clădirea fostului spital particular                                                                    | 1910                      | At    | N           | Încarcă foto            | Raportează eroare |
| 667  | Edineț str. Sfîntul Vasile, 79 48°10′02″N 27°18′19″E / 48.167210983295°N 27.305287109208°E | Biserica „Sfântul Vasile cel Mare”                                                                     | 1870                      | At    | L           | galerie \| Încarcă foto | Raportează eroare |
| 668  | Edineț 48°10′33″N 27°18′18″E / 48.175846127776°N 27.305097042353°E                         | Memorialul gloriei militare la mormântul ostașilor căzuți în 1944 și în memoria a 199 ostași consăteni | 1980                      | Is    | N           | galerie \| Încarcă foto | Raportează eroare |
| 669  | Edineț                                                                                     | Mormânt comun al victimelor holocaustului                                                              | 1941                      | Is    | L           | Încarcă foto            | Raportează eroare |
| 670  | Edineț 48°09′45″N 27°19′22″E / 48.162393096628°N 27.322859996931°E                         | Mormânt comun al ostașilor căzuți în război                                                            | 1944                      | Is    | L           | Încarcă foto            | Raportează eroare |
| 672  | Cupcini 48°06′16″N 27°22′25″E / 48.104505937732°N 27.373643885475°E                        | Biserica „Sf. Treime”                                                                                  | 1925                      | At    | L           | galerie \| Încarcă foto | Raportează eroare |
| 673  | Cupcini 48°06′08″N 27°22′24″E / 48.102291763297°N 27.373431737687°E                        | Monument în memoria a 15 ostași consăteni                                                              | 1941-1945; 1967           | Is    | L           | galerie \| Încarcă foto | Raportează eroare |
| 677  | Alexăndreni 48°08′46″N 27°15′34″E / 48.146032876282°N 27.259465806811°E                    | Biserica de lemn „Sf. Arhanghel Mihail”                                                                | 1870                      | At    | N           | Încarcă foto            | Raportează eroare |
| 678  | Alexăndreni                                                                                | Casa scriitorului Valentin Roșca                                                                       | înc. sec. XX              | Is    | N           | Încarcă foto            | Raportează eroare |
| 679  | Alexăndreni                                                                                | Monument în memoria a 38 ostași consăteni căzuți în 1941-1945                                          | 1977                      | Is    | L           | Încarcă foto            | Raportează eroare |
| 681  | Alexeevca 48°05′25″N 27°16′10″E / 48.090267436591°N 27.269554322827°E                      | Biserica „Sf. Nicolae”                                                                                 | sec. XIX                  | At    | L           | Încarcă foto            | Raportează eroare |
| 682  | Alexeevca                                                                                  | Monument în memoria a 13 ostași consăteni căzuți în 1941-1945                                          | 1967                      | Is    | L           | Încarcă foto            | Raportează eroare |
| 683  | Alexeevca                                                                                  | Mormântul aviatorului căzut în război                                                                  | 1941                      | Is    | L           | Încarcă foto            | Raportează eroare |
| 697  | Bădragii Vechi 48°02′18″N 27°05′37″E / 48.038317479601°N 27.093711764231°E                 | Biserica „Sf. Gheorghe”                                                                                | 1823                      | At    | L           | Încarcă foto            | Raportează eroare |
| 699  | Bădragii Vechi                                                                             | Mormântul ostașului căzut în război                                                                    | 1944                      | Is    | L           | Încarcă foto            | Raportează eroare |
| 700  | Bădragii Vechi                                                                             | Monument în memoria ostașilor consăteni căzuți în 1941-1945                                            | 1980                      | Is    | L           | Încarcă foto            | Raportează eroare |
| 704  | Bleșteni 48°06′52″N 27°13′08″E / 48.114432173074°N 27.218855360326°E                       | Biserica „Sf. Treime”                                                                                  | 1830                      | At    | L           | Încarcă foto            | Raportează eroare |
| 705  | Bleșteni                                                                                   | Monument la mormântul ostașilor căzuți în 1944 și în memoria ostașilor consăteni căzuți în 1941-1945   | 1969                      | Is    | L           | Încarcă foto            | Raportează eroare |
| 706  | Bleșteni                                                                                   | Mormântul povestitorului popular Trifan Baltă (1876-1960)                                              | 1960                      | Is    | N           | Încarcă foto            | Raportează eroare |
| 710  | Brătușeni 48°04′32″N 27°23′49″E / 48.075593315681°N 27.39680588688°E                       | Biserica „Sf. Apostoli Petru și Pavel”                                                                 | 1873                      | At    | L           | galerie \| Încarcă foto | Raportează eroare |
| 711  | Brătușeni 48°04′32″N 27°23′47″E / 48.075462995022°N 27.396441013583°E                      | Monument la mormântul a 9 ostași și în memoria a 49 ostași consăteni căzuți în 1941-1945               | 1975                      | Is    | L           | galerie \| Încarcă foto | Raportează eroare |
| 714  | Brătușenii Noi                                                                             | Monument în memoria a 8 ostași consăteni căzuți în 1941-1945                                           | 1975                      | Is    | L           | Încarcă foto            | Raportează eroare |
| 824  | Brînzeni                                                                                   | Biserica de lemn „Sf. Arhanghel Mihail”                                                                | sec. XIX                  | At    | N           | Încarcă foto            | Raportează eroare |
| 826  | Brînzeni 48°05′11″N 27°10′54″E / 48.086502985995°N 27.181544320092°E                       | Conacul cu parc al lui V. Stroescu                                                                     | jum. II a sec. XIX        | At    | N           | galerie \| Încarcă foto | Raportează eroare |
| 827  | Brînzeni 48°05′14″N 27°09′35″E / 48.087168726358°N 27.159589524132°E                       | Moară de apă                                                                                           | sf. sec. XIX              | Is At | N           | Încarcă foto            | Raportează eroare |
| 828  | Brînzeni 48°05′04″N 27°10′27″E / 48.08442288671°N 27.174113270503°E                        | Monument în memoria a 121 ostași consăteni căzuți în 1941-1945                                         |                           | Is    | L           | galerie \| Încarcă foto | Raportează eroare |
| 847  | Burlănești                                                                                 | Monument în memoria a 89 ostași consăteni căzuți în 1941-1945                                          | 1979                      | Is    | L           | Încarcă foto            | Raportează eroare |
| 848  | Burlănești                                                                                 | Mormântul ostașului căzut în război. În parc                                                           | 1944                      | Is    | L           | Încarcă foto            | Raportează eroare |
| 857  | Buzdugeni                                                                                  | Monument în memoria a 22 ostași consăteni căzuți în 1941-1945                                          | 1968                      | Is    | L           | Încarcă foto            | Raportează eroare |
| 861  | Chetroșica Nouă 48°07′05″N 27°28′18″E / 48.117920140864°N 27.471803720598°E                | Biserica „Sf. Nicolae”                                                                                 | 1872                      | At    | L           | Încarcă foto            | Raportează eroare |
| 862  | Chetroșica Nouă 48°06′59″N 27°28′31″E / 48.116314°N 27.475352°E                            | Monument în memoria a 36 ostași consăteni căzuți în 1941-1945                                          | 1982                      | Is    | L           | Încarcă foto            | Raportează eroare |
| 865  | Chiurt                                                                                     | Moară de apă                                                                                           | sf. sec. XIX              | At    | N           | Încarcă foto            | Raportează eroare |
| 866  | Chiurt                                                                                     | Monument în memoria a 29 ostași consăteni căzuți în 1941-1945                                          | 1977                      | Is    | L           | Încarcă foto            | Raportează eroare |
| 868  | Constantinovca                                                                             | Monument în memoria a 43 ostași consăteni căzuți în 1941-1945                                          | 1967                      | Is    | L           | Încarcă foto            | Raportează eroare |
| 878  | Corpaci                                                                                    | Biserica „Sf. Nicolae”                                                                                 | 1873                      | At    | L           | Încarcă foto            | Raportează eroare |
| 879  | Corpaci                                                                                    | Monument în memoria a 36 ostași consăteni căzuți în 1941-1945                                          | 1968                      | Is    | L           | Încarcă foto            | Raportează eroare |
| 880  | Corpaci                                                                                    | Monument la mormântul ostașilor căzuți în război în 1944                                               | 1968                      | Is    | L           | Încarcă foto            | Raportează eroare |
| 886  | Cuconeștii Noi                                                                             | Monument la mormântul ostașului căzut în 1941 și în memoria a 63 ostași consăteni căzuți în 1941-1945  | 1963                      | Is    | L           | Încarcă foto            | Raportează eroare |
| 896  | Cuconeștii Vechi                                                                           | Biserica „Adormirea Maicii Domnului”                                                                   | 1922                      | At    | L           | galerie \| Încarcă foto | Raportează eroare |
| 909  | Fetești                                                                                    | Complexul fostei herghelii                                                                             | înc. sec. XX              | Is At | L           | Încarcă foto            | Raportează eroare |
| 910  | Fetești 48°09′37″N 27°06′28″E / 48.160291892195°N 27.10764533854°E                         | Monument în memoria a 30 ostași consăteni căzuți în 1941-1945                                          | 1979                      | Is    | L           | galerie \| Încarcă foto | Raportează eroare |
| 913  | Fîntîna Albă 48°09′46″N 27°25′45″E / 48.162666954914°N 27.429037858643°E                   | Biserica „Acoperământul Maicii Domnului”                                                               | sec. XIX                  | At    | L           | galerie \| Încarcă foto | Raportează eroare |
| 915  | Gașpar 48°09′23″N 27°30′02″E / 48.156316937091°N 27.500589368227°E                         | Biserica „Sf. Arhanghel Mihail”                                                                        | sec. XIX                  | At    | L           | Încarcă foto            | Raportează eroare |
| 916  | Gașpar 48°09′22″N 27°30′01″E / 48.156213217887°N 27.500378207293°E                         | Monument în memoria a 71 ostași consăteni căzuți în 1941-1945                                          | 1975                      | Is    | L           | Încarcă foto            | Raportează eroare |
| 919  | Goleni 48°12′36″N 27°25′57″E / 48.209932633455°N 27.432521886893°E                         | Biserica „Sf. Nicolae”                                                                                 | sec. XIX                  | At    | N           | galerie \| Încarcă foto | Raportează eroare |
| 920  | Goleni 48°12′38″N 27°26′02″E / 48.210631231567°N 27.433851843323°E                         | Monument în memoria a 71 ostași consăteni căzuți în 1941-1945                                          | 1975                      | Is    | L           | galerie \| Încarcă foto | Raportează eroare |
| 923  | Gordinești 48°09′58″N 27°09′54″E / 48.166028440364°N 27.165003693717°E                     | Biserica „Sf. Arhanghel Mihail”                                                                        | 1861                      | At    | L           | Încarcă foto            | Raportează eroare |
| 925  | Gordinești                                                                                 | Monument în memoria a 106 ostași consăteni căzuți în 1941-1945                                         | 1973                      | Is    | L           | Încarcă foto            | Raportează eroare |
| 927  | Gordinești                                                                                 | Sculptură populară                                                                                     | înc. sec. XX              | Ar    | N           | Încarcă foto            | Raportează eroare |
| 939  | Hincăuți                                                                                   | Biserica de lemn „Sfinții Arhangheli Mihail și Gavriil”                                                | 1806                      | At    | N           | Încarcă foto            | Raportează eroare |
| 940  | Hancăuți                                                                                   | Monument în memoria a 37 ostași consăteni căzuți în 1941-1945                                          | 1975                      | Is    | N           | Încarcă foto            | Raportează eroare |
| 946  | Hlinaia 48°13′19″N 27°15′10″E / 48.221848389669°N 27.252755745296°E                        | Biserica de lemn „Sf. Nicolae”                                                                         | 1858                      | At    | N           | galerie \| Încarcă foto | Raportează eroare |
| 947  | Hlinaia 48°13′01″N 27°15′19″E / 48.216999670604°N 27.255414491638°E                        | Monument în memoria a 28 ostași consăteni căzuți în 1941-1945                                          | 1980                      | Is    | L           | galerie \| Încarcă foto | Raportează eroare |
| 960  | Lopatnic                                                                                   | Monument în memoria a 72 ostași consăteni căzuți în 1941-1945                                          | 1967                      | Is    | L           | Încarcă foto            | Raportează eroare |
| 965  | Onești 48°04′01″N 27°16′33″E / 48.067001392849°N 27.275926460561°E                         | Biserica „Sf. Arhanghel Mihail”                                                                        | sec. XIX                  | At    | L           | Încarcă foto            | Raportează eroare |
| 967  | Parcova 48°08′59″N 27°24′21″E / 48.149790895875°N 27.405936266599°E                        | Biserica „Sf. Arhanghel Mihail”                                                                        | 1916                      | At    | L           | galerie \| Încarcă foto | Raportează eroare |
| 968  | Parcova 48°09′00″N 27°24′33″E / 48.150000598796°N 27.409087495116°E                        | Monument în memoria a 46 ostași consăteni căzuți în 1941-1945                                          | 1970                      | Is    | L           | galerie \| Încarcă foto | Raportează eroare |
| 972  | Poiana 48°15′48″N 27°20′47″E / 48.263351437634°N 27.346374024011°E                         | Conacul cu parc al lui Cantacuzino                                                                     | sec. XIX                  | At    | N           | galerie \| Încarcă foto | Raportează eroare |
| 973  | Poiana                                                                                     | Monument în memoria a 35 ostași consăteni căzuți în 1941-1945                                          | 1975                      | Is    | L           | Încarcă foto            | Raportează eroare |
| 974  | Rotunda 48°14′35″N 27°18′20″E / 48.243167404975°N 27.305653871706°E                        | Biserica de lemn „Sf. Arhanghel Mihail”                                                                | 1831 (reconstrucție 1991) | At    | L           | galerie \| Încarcă foto | Raportează eroare |
| 975  | Rotunda                                                                                    | Monument în memoria a 40 ostași consăteni căzuți în 1941-1945                                          | 1973                      | Is    | L           | Încarcă foto            | Raportează eroare |
| 984  | Ruseni                                                                                     | Conac                                                                                                  | sec. XIX                  | At    | N           | Încarcă foto            | Raportează eroare |
| 985  | Ruseni 48°12′19″N 27°25′14″E / 48.205416053481°N 27.420472647993°E                         | Monument în memoria a 84 ostași consăteni căzuți în 1941-1945                                          | 1980                      | Is    | L           | galerie \| Încarcă foto | Raportează eroare |
| 990  | Stolniceni                                                                                 | Biserica de lemn „Acoperământul Maicii Domnului”                                                       | 1885                      | At    | N           | Încarcă foto            | Raportează eroare |
| 991  | Stolniceni 48°02′22″N 27°20′49″E / 48.039320502062°N 27.346952589931°E                     | Monument în memoria a 113 ostași consăteni căzuți în 1941-1945                                         | 1979                      | Is    | L           | Încarcă foto            | Raportează eroare |
| 992  | Stolniceni                                                                                 | Monument în memoria consătenilor căzuți în război (1914-1918)                                          | 1914-1918                 | Is    | L           | Încarcă foto            | Raportează eroare |
| 993  | Stolniceni                                                                                 | Mormântul ostașului căzut în război                                                                    | 1944                      | Is    | L           | Încarcă foto            | Raportează eroare |
| 994  | Stolniceni 48°01′48″N 27°20′23″E / 48.029979420745°N 27.339607915714°E                     | Spital cu parc dendrologic                                                                             | înc. sec. XX              | At    | N           | galerie \| Încarcă foto | Raportează eroare |
| 998  | Șofrîncani 48°03′14″N 27°23′47″E / 48.053828029958°N 27.396327706807°E                     | Biserica „Sf. Gheorghe”                                                                                | 1897                      | At    | N           | Încarcă foto            | Raportează eroare |
| 999  | Șofrîncani                                                                                 | Oloiniță și moara de aburi                                                                             | 1876                      | Is At | N           | Încarcă foto            | Raportează eroare |
| 1000 | Șofrîncani                                                                                 | Conacul lui Stremiadi                                                                                  | anii 1870                 | At    | N           | galerie \| Încarcă foto | Raportează eroare |
| 1001 | Șofrîncani 48°03′11″N 27°24′01″E / 48.05291858747°N 27.400400769837°E                      | Monument în memoria a 43 ostași consăteni căzuți în 1941-1945                                          | 1977                      | Is    | L           | Încarcă foto            | Raportează eroare |
| 1004 | Terebna                                                                                    | Biserica de lemn „Sf. Nicolae”                                                                         | 1885                      | At    | N           | Încarcă foto            | Raportează eroare |
| 1005 | Terebna 48°03′00″N 27°15′02″E / 48.049983076209°N 27.250459597804°E                        | Monument în memoria a 50 ostași consăteni căzuți în 1941-1945                                          | 1970                      | Is    | L           | Încarcă foto            | Raportează eroare |
| 1009 | Tîrnova 48°12′22″N 27°10′46″E / 48.206106966378°N 27.179574353236°E                        | Biserica „Sf. Treime”                                                                                  | sf. sec. XVIII            | At    | N           | galerie \| Încarcă foto | Raportează eroare |
| 1010 | Tîrnova                                                                                    | Monument în memoria a 65 ostași consăteni căzuți în 1941-1945                                          | 1969                      | Is    | L           | Încarcă foto            | Raportează eroare |
| 1014 | Trinca 48°12′54″N 27°06′50″E / 48.215109993879°N 27.113981264556°E                         | Biserica „Sf. Arhanghel Mihail”                                                                        | sec. XIX                  | At    | L           | Încarcă foto            | Raportează eroare |
| 1016 | Trinca 48°12′50″N 27°06′55″E / 48.214001695105°N 27.115209230643°E                         | Monument în memoria a 90 ostași consăteni căzuți în 1941-1945                                          | 1967                      | Is    | L           | Încarcă foto            | Raportează eroare |
| 1017 | Trinca                                                                                     | Mormânt comun al 2 ostași                                                                              | 1944                      | Is    | L           | Încarcă foto            | Raportează eroare |
| 1018 | Trinca                                                                                     | Mormântul ostașului căzut în război                                                                    | 1944                      | Is    | L           | Încarcă foto            | Raportează eroare |
| 1026 | Viișoara                                                                                   | Monument în memoria ostașilor consăteni căzuți în 1941-1945                                            | 1967                      | Is    | L           | Încarcă foto            | Raportează eroare |
| 1033 | Volodeni 48°06′52″N 27°13′08″E / 48.114424011921°N 27.218862201163°E                       | Biserica „Sf. Treime”                                                                                  | 1830                      | At    | N           | Încarcă foto            | Raportează eroare |
| 1035 | Volodeni                                                                                   | Masa pomenirii                                                                                         | sf. sec. XIX              | Ar    | N           | Încarcă foto            | Raportează eroare |
| 1041 | Zăbriceni                                                                                  | Monument în memoria a 47 ostași consăteni căzuți în 1941-1945                                          | 1968                      | Is    | L           | Încarcă foto            | Raportează eroare |